# إيما مارون

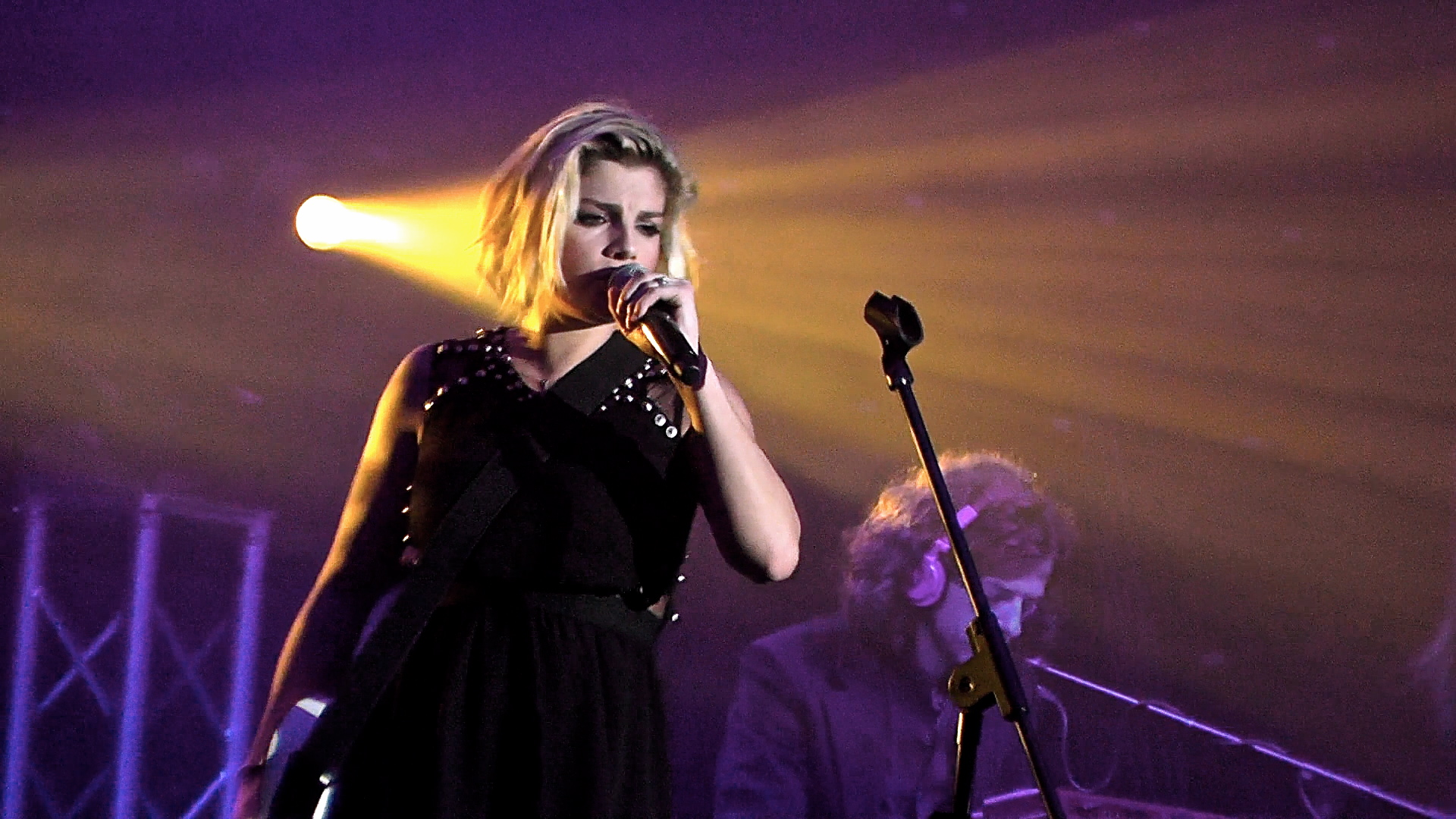
إيما مارون في حفل في مدينة بولونيا في 2012

إسمها الحقيقي إيمانويلا مارون (بالإيطالية: Emmanuela Marrone) وإسمها الفني إيما مارون (بالإيطالية: Emma Marrone) هي مغنية بوب وروك إيطالية ولدت في يوم 25 مايو 1984 في مدينة فلورانسا في إيطاليا، في 2010 فازت ببرنامج المواهب الإيطالي Amici di Maria De Filippi وثم بدأت بتسجيل الأغاني في مجموعة يونيفرسال الموسيقية وفازت بجوائز في مهرجان سانريمو الموسيقي في 2012 وأنتجت 3 ألبومات و15 أغنية مفردة.

## روابط خارجية
- إيما مارون على موقع IMDb (الإنجليزية)
- إيما مارون على موقع روتن توميتوز (الإنجليزية)
- إيما مارون على موقع ميوزك برينز (الإنجليزية)
- إيما مارون على موقع أول ميوزيك (الإنجليزية)
- إيما مارون على موقع ديسكوغز (الإنجليزية)
- إيما مارون على موقع قاعدة بيانات الفيلم (الإنجليزية)